# Diptychophora
Diptychophora é um gênero de mariposa pertencente à família Crambidae.